# Битка код Добора (1408)
Битка код Добора вођена је септембра 1408. године између војске Угарског краљевства под командом краља Жигмунда Луксембуршког и босанске војске са друге стране. Завршена је великом победом Угара. Битка је довела до раскида дугогодишњег савеза између војводе Доњих Краја, Хрвоја Вукчића и претендента на угарски престо, Ладислава Напуљског. Последица битке код Добора је и збацивање босанског краља Твртка II и долазак Стефана Остоје на власт (1409).

## Увод
Хрвоје Вукчић Хрватинић је крајем 1403. године добио од угарског претендента Ладислава Напуљског титулу херцега сплитског. Војвода Доњих Краја сада се налазио на врхунцу моћи. Поред титуле херцега, Хрвоје је добио и острва Брач, Хвар, Корчулу, као и власт над Угарском, Хрватском, Далмацијом и Босном. Хрвоје је био главни савезник Ладислава Напуљског у борби против краља Жигмунда Луксембуршког. Почетком лета 1406. године Жигмунд се спремао за поход на Доње Краје о чему Дубровчани обавештавају сплитског херцега. Хрвоје од Млетачке републике тражи две галије, али они одбијају да му их пошаљу. У рату 1406. године Хрвоје је изгубио Бихаћ и Сребреник у Усори. Следеће године је, међутим, успео да заустави Жигмундов продор долином Врбаса. Жигмунд је у поход кренуо августа. Септембра се већ налазио у тврђави Бобовцу. Међутим, због лошег здравља морао се повући преко Саве водећи са собом заробљенике који су насељени у Угарској.
Жигмунд је ступио у везе са новим папом, Гргуром XII. Од њега је затражио моралну подршку за свој рат у Босни. Новом папи се учинило да би поход против босанских јеретика био у интересу римокатоличке цркве те је 9. новембра издао акт којим је благословио Жигмундово ратовање у Босни дајући му карактер крсташког рата. Вест о папском акту затекла је Жигмунда по повратку из Босне. Рат није био завршен већ само прекинут због Жигмундове изненадне болести и наступајуће зиме. Целу зиму 1407/8. године Жигмунд је провео у припремама за нови, велики поход. На пролеће је требало напасти Босну пуном снагом и уз подршку римокатоличке цркве.

## Битка
О Жигмундовим припремама за нов поход сведочи писмо граду Шопроњу којим га обавештава да је примио 400 флотина на име помоћи за рат у Босни. О рату су били обавештени и Дубровчани. Априла 1408. године Жигмунд је сишао у Ђаково како би био ближи непријатељској граници. Из Драготина, близу Ђакова, Жигмунд позива једног свог вазала да се придружи Пипу у борби против Босанаца који "често и дрско нападају границе краљевства".
Званични почетак кампање био је 24. јуни (Свети Јован Крститељ) мада се Жигмунд са војском већ 26. маја налазио утаборен пред Добором. Тамо је 1394. године однео победу над Иванишем Хорватом и његовом браћом која су пружала подршку Ладиславу и његовим претходницима у првим годинама грађанског рата. Јуна исте године Жигмунд се вратио у Будим да би се већ септембра поново вратио у Босну. У Босну се вратио са великим снагама, укупно око 60.000 људи. Краљ се од 18. до 21. септембра налазио у логору под градом Маглајем. У саставу његове војске је, поред Мађара, било и доста Пољака. Босна је пред толиком силом морала поклекнути. Према Жигмундовом биографу, Еберхарту Виндеку, битка је вођена у околини Добора. Босанска војска је разбијена. Жигмунд је заробио многе великаше, а многе је и побио. Убијао је и жене, децу и старце. Порушио је многе градове.

## Последице
У Жигмундове руке након битке код Добора падају многи градови: Бранич, Дубочац, Маглај, Врандук и Добој. О својој победи краљ је обавестио Дубровачку републику која му 24. октобра честита. Главне босанске велможе посечене су након битке, њих укупно 171. Међутим, Жигмундови највећи противници, Хрвоје Вукчић, Сандаљ Хранић и Павле Раденовић, избегли су погибију. Одржао се и краљ Твртко Твртковић. Жигмунд је оставио део војске у Босни. Битка је имала велики утицај и на племство које није учествовало у бици. Хрвоје је крајем 1408. године признао Жигмундову власт. Тиме је дугогодишња сарадња Хрвоја и Ладислава Напуљског прекинута. Хрвоје је изгубио све привилегије које је добио од Ладислава. Права на Далмацију Ладислав је продао Млечанима. Хрвоје губи и Сплит. Жигмунд га је позвао у Будим где га је уврстио у свој, тек формиран Змајев витешки ред. Према постигнутом споразуму, Жигмунд се требало да се крунише на исти начин као што се Твртко I крунисао 1377. године, дакле сугуби венцем за краља Срба и Босне. Међутим, већ од краља Стефана Дабише (1391-1395), из интитулације босанских владара губи се додатак "Срби" мада су они задржали немањићко име "Стефан". Жигмунд је 1409. године крунисан за вицекраља Босне. И поред тога, његова моћ након 1408. године опада.
Зближавање Хрвоја и Жигмунда довело је до избијања нових сукоба у самој Босни. Хрвоје 1409. године напада Радивојевиће, а у акцију ступа и бивши краљ Остоја који је повео борбу против Твртка за обнову своје власти. Против Хрвоја је устао и Сандаљ Хранић који га потискује из Дријева.